# Comuna Novigrad, Zadar
Novigrad este o comună în cantonul Zadar, Croația, având o populație de 2.375 de locuitori (2011).

## Demografie
Componența etnică a comunei Novigrad
     Croați (98,95%)
     Necunoscut (0%)
     Neclasificat (0,76%)
Componența confesională a comunei Novigrad
     Catolici (98,36%)
     Necunoscută (0,46%)
     Alte religii (1,18%)
Conform recensământului din 2011, comuna Novigrad avea 2.375 de locuitori. Din punct de vedere etnic, majoritatea locuitorilor (98,95%) erau croați. Din punct de vedere confesional, majoritatea locuitorilor (98,36%) erau catolici. Pentru 0,46% din locuitori nu este cunoscută apartenența confesională.